# Бельвю (Огайо)
Бельвю (англ. Bellevue) — місто (англ. city) в США, в округах Ері, Гурон і Сендаскі штату Огайо. Населення — 8249 осіб (2020).

## Географія
Бельвю розташований за координатами 41°16′27″ пн. ш. 82°50′23″ зх. д. / 41.27417° пн. ш. 82.83972° зх. д. (41.274116, -82.839855).  За даними Бюро перепису населення США в 2010 році місто мало площу 16,20 км², з яких 15,89 км² — суходіл та 0,31 км² — водойми.

## Демографія
Згідно з переписом 2010 року, у місті мешкали 8202 особи в 3296 домогосподарствах у складі 2148 родин. Густота населення становила 506 осіб/км².  Було 3662 помешкання (226/км²).
Расовий склад населення:
| - 96,3 % — білих - 0,6 % — чорних або афроамериканців - 0,2 % — корінних американців - 0,2 % — азіатів |

До двох чи більше рас належало 2,0 %. Частка іспаномовних становила 3,2 % від усіх жителів.
За віковим діапазоном населення розподілялося таким чином: 26,0 % — особи молодші 18 років, 59,5 % — особи у віці 18—64 років, 14,5 % — особи у віці 65 років та старші. Медіана віку мешканця становила 36,5 року. На 100 осіб жіночої статі у місті припадало 91,8 чоловіків;  на 100 жінок у віці від 18 років та старших — 89,7 чоловіків також старших 18 років.
Середній дохід на одне домашнє господарство  становив 57 341 долар США (медіана — 47 822), а середній дохід на одну сім'ю — 70 818 доларів (медіана — 64 925). Медіана доходів становила 44 552 долари для чоловіків та 30 330 доларів для жінок. За межею бідності перебувало 10,3 % осіб, у тому числі 18,9 % дітей у віці до 18 років та 7,3 % осіб у віці 65 років та старших.
Цивільне працевлаштоване населення становило 4081 осіб. Основні галузі зайнятості: виробництво — 28,9 %, освіта, охорона здоров'я та соціальна допомога — 20,8 %, мистецтво, розваги та відпочинок — 13,7 %, роздрібна торгівля — 9,0 %.